# میتسوتادا ایکدا
میتسوتادا ایکدا (ژاپنی: 池田 光忠؛ زادهٔ ۱۸ ژوئن ۱۹۸۴) یک بازیکن فوتبال اهل ژاپن است.
از باشگاه‌هایی که در آن بازی کرده‌است می‌توان به باشگاه فوتبال میتو هولیهوک اشاره کرد.